# سیترس پارک (فلوریدا)
سیترس پارک (به انگلیسی: Citrus Park) یک منطقهٔ مسکونی در ایالات متحده آمریکا است که در شهرستان هیلزبرو، فلوریدا واقع شده‌است. سیترس پارک ۲۸٫۰ کیلومتر مربع مساحت و ۲۴٬۲۵۲ نفر جمعیت دارد و ۱۳ متر بالاتر از سطح دریا واقع شده‌است.